# 布鲁斯 (克勒兹省)
布鲁斯（法語：Brousse，法語發音：[bʁus] ⓘ）是法国克勒兹省的一个市镇，属于欧比松区。

## 地理
布鲁斯（45°58'19"N, 2°27'21"E）面积3.63 平方千米，位于法国新阿基坦大区克勒兹省，该省份为法国中部省份，位于法國中央高原西北部，北起安德尔省和谢尔省，西接维埃纳省，南至科雷兹省，东临多姆山省，东北与阿列省接壤。
与布鲁斯接壤的市镇（或旧市镇、城区）包括：沙特拉尔、勒孔帕、利乌莱蒙日、莱马尔、塞米尔。

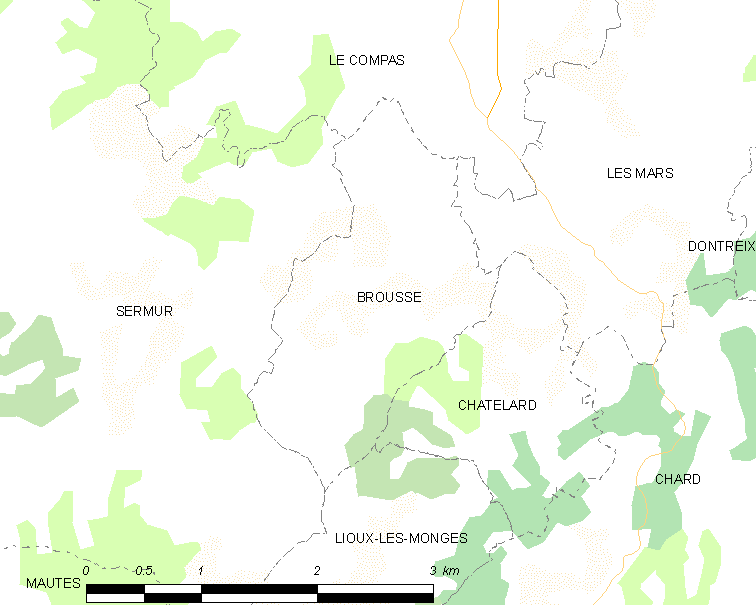
的OSM定位图

布鲁斯的时区为UTC+01:00、UTC+02:00（夏令时）。

## 行政
布鲁斯的邮政编码为23700，INSEE市镇编码为23034。

## 政治
布鲁斯所属的省级选区为欧藏斯县。

## 人口

1962-2008年间人口变化图示

布鲁斯于2022年1月1日时的人口数量为31人。